# Râul Gropu
Râul Gropu este un curs de apă, afluent al râului Jiu. 

## Hărți
- Harta munții Vâlcan  Arhivat în 15 iunie 2011, la Wayback Machine.